# 镜泊湖
鏡泊湖，清代《盛京通志》稱畢爾騰湖，是中国最大的高山堰塞湖，位于中國黑龙江省牡丹江市宁安市境内，係历经五次火山喷发，玄武岩浆流阻塞牡丹江河床而形成。

## 地理和资源
镜泊湖呈S形，南北长45公里，平均宽度2至3公里；最宽处有6公里，最窄处有1.5公里，号称“百里长湖”，面积约90.3平方公里，湖泊南浅北深，北部最深处达60米，南部最浅处只有1米左右，容水量16亿立方米。

## 人文旅游

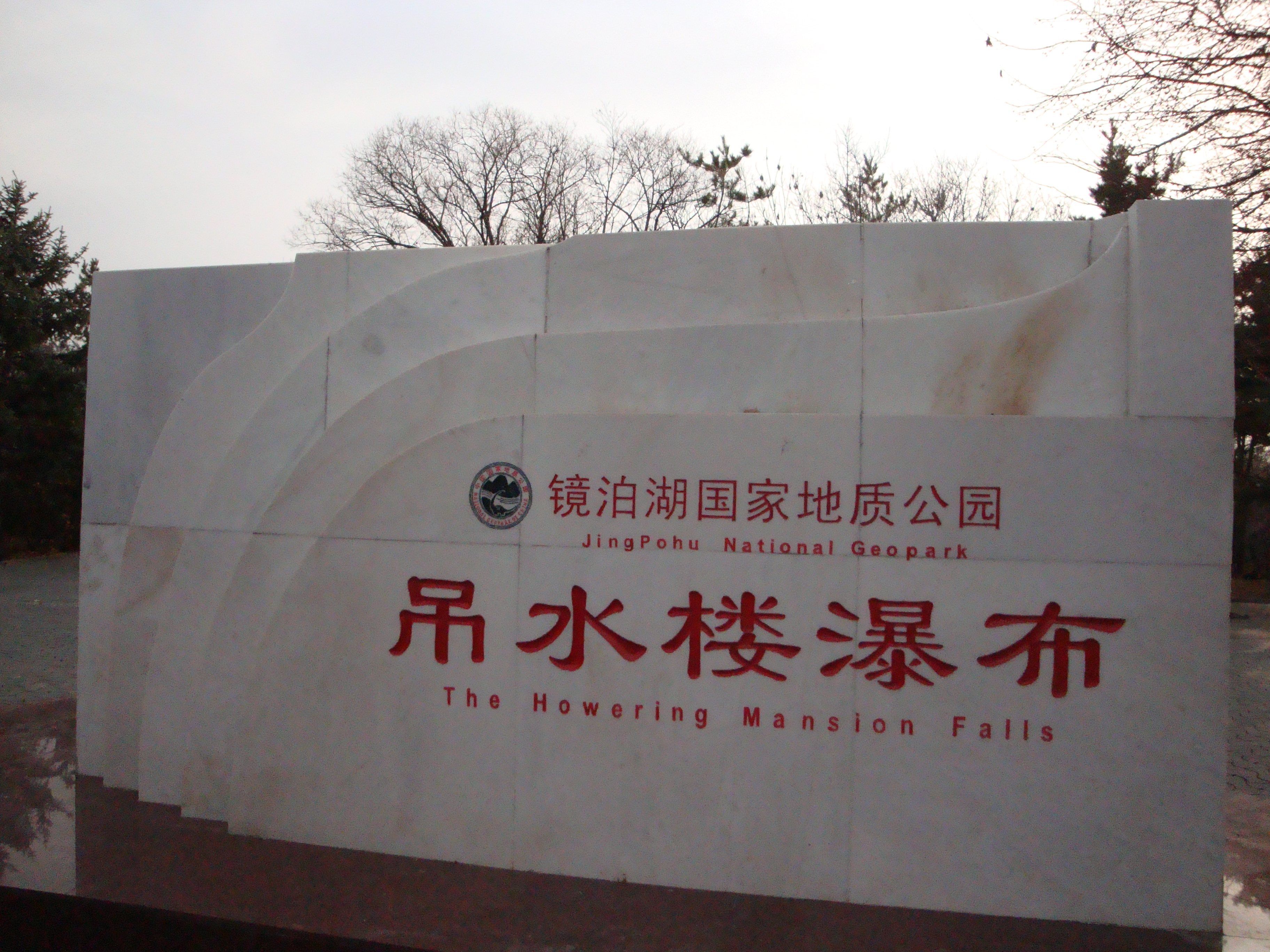

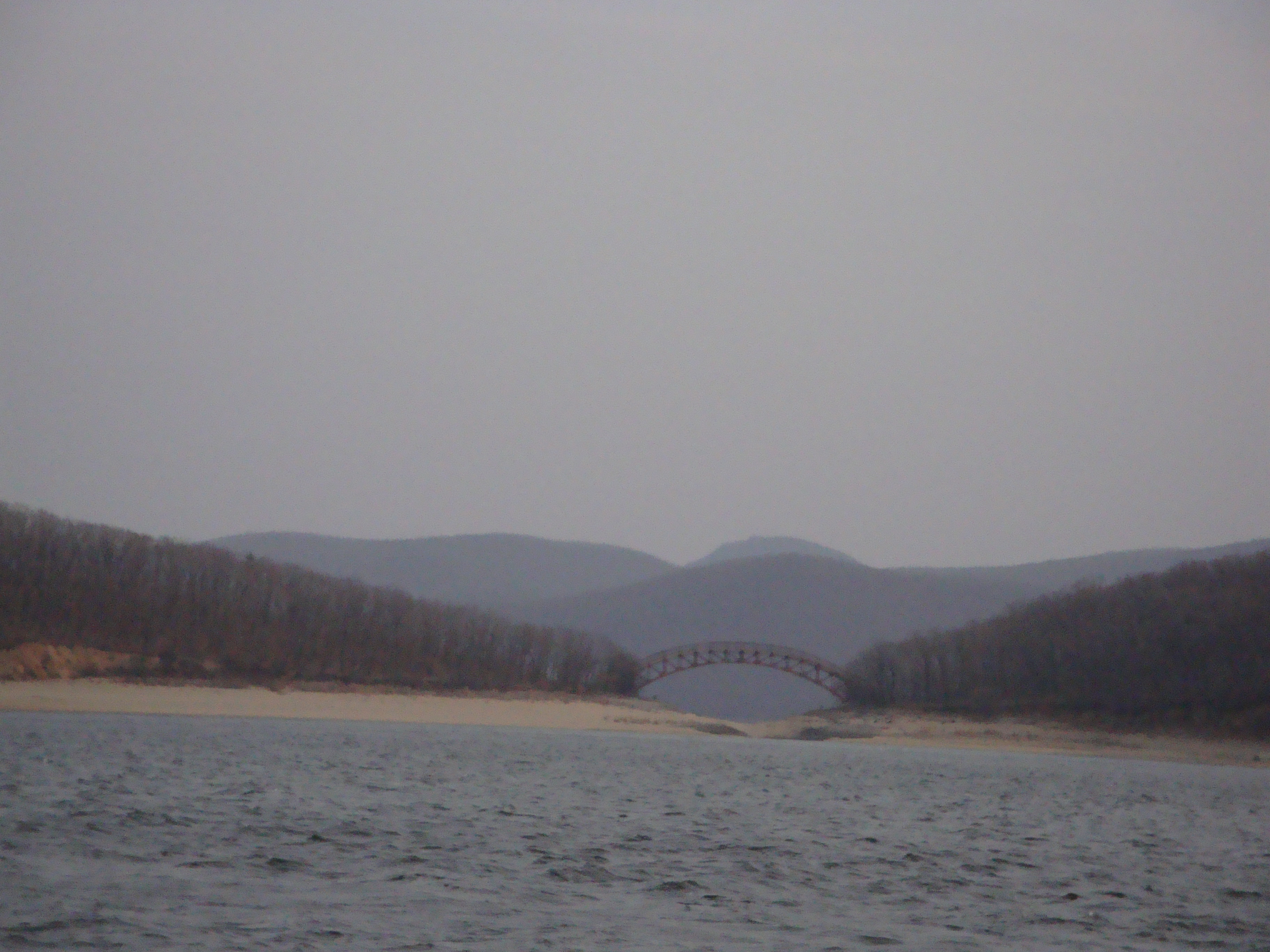
鏡泊湖毛公山

镜泊湖风景秀丽，气候宜人，是有名的旅游胜地，其著名的景观有吊水楼瀑布，道士山，白石砬子，老鹰砬子，珍珠门，大孤山，小孤山等，号称“镜泊八景”。吊水楼瀑布位于镜泊湖北端，落差约20-25米，在每年的秋季，水量最大的时期，瀑布可宽达40餘公尺。颇为壮观。 
鏡泊湖是第一批中国国家重点风景名胜区之一。2005年8月被批准为国家地质公园，2006年9月18日被联合国教科文组织评为第三批世界地质公园。

## 自然资源
在湖的南部，牡丹江及其支流的河口有三角洲发育，地势低洼，水网纵横，有大量浮游生物生存，因而适宜鱼类生长发展，盛产各种淡水鱼类，如：鳌花、红尾鱼等。
镜泊湖蕴藏着丰富的水力资源，自20世纪30年代以来，这里已经先后建成了镜泊湖发电厂和镜泊湖第二发电厂。
地下森林位于镜泊湖西北大约50公里处，为古火山口内的原始森林。
地下熔岩洞位于镜泊湖西北大约30公里，由火山熔岩冷凝而成。

## 文学作品
吴兆骞流放寧古塔時，在《北渚望目》中写道：“徘徊临北渚，永夜目光寒。顾兔飞难定，金波泻欲残。风微频泛滟，浪细不成团。”黃綺《憶江南．鏡泊湖上看姊妹山》：「常結伴，姊妹臥湖邊。天意催妝羞晏起，波平雲抹照雙鬟。破鏡羨人圓。」